# Phumosia dubiosa
Phumosia dubiosa este o specie de muște din genul Phumosia, familia Calliphoridae. A fost descrisă pentru prima dată de Villeneuve în anul 1916. Conform Catalogue of Life specia Phumosia dubiosa nu are subspecii cunoscute.